# Sunwing Airlines
Sunwing Airlines Inc. è una compagnia aerea a basso costo canadese con sede a Toronto, Ontario. Fondata da Sunwing Travel Group, a maggio 2023 la compagnia è stata acquisita da WestJet, la quale ha annunciato l'assorbimento totale della compagnia entro il 26 ottobre 2024. In questa data, Sunwing Airlines cesserà le operazioni di volo.
Sunwing Airlines offre servizi di linea e charter dal Canada e dagli Stati Uniti verso destinazioni negli Stati Uniti, Messico, Caraibi, America Centrale e Sud America nei mesi invernali. Durante i mesi estivi, l'azienda offre servizi domestici in tutto il Canada. È una controllata del Sunwing Travel Group e le sue principali basi canadesi sono l'aeroporto Internazionale di Montréal-Pierre Elliott Trudeau, l'aeroporto Internazionale di Toronto-Pearson e l'aeroporto Internazionale di Vancouver. La compagnia opera anche servizi stagionali da circa 25 gateway canadesi locali tra cui l'aeroporto Internazionale di Calgary, l'aeroporto Internazionale di Edmonton, l'aeroporto Internazionale di Halifax, l'aeroporto Internazionale di Ottawa Macdonald-Cartier, l'aeroporto Internazionale di Québec City e l'aeroporto Internazionale di Winnipeg James Armstrong Richardson.

## Storia
Nel 2004, Sunwing Vacations era diventato il secondo tour operator più grande dell'area dell'Ontario. Quell'anno, un ex dipendente di SkyService Airlines di nome Mark Williams si avvicinò al CEO di Sunwing Travel Group, Colin Hunter, e gli chiese se voleva avviare una compagnia aerea. Poche settimane dopo erano in atto piani ufficiali per il lancio della compagnia ufficialmente costituita il 7 luglio 2005. Nel novembre 2005, un Boeing 737-800 ha operato il volo inaugurale da Toronto a Santiago de Cuba. Nel dicembre 2005, Sunwing ha effettuato il suo primo volo diretto da Sudbury, Ontario a Varadero, Cuba, uno dei primi voli internazionali direttamente dall'aeroporto di Sudbury. Nel novembre 2006, la compagnia ha effettuato il suo primo volo da Montreal.
Nel 2015, è stato annunciato che Sunwing aveva finalizzato un accordo da 350 milioni di dollari per acquisire due Boeing 737-800 e quattro Boeing 737 MAX 8 da Air Lease Corporation. Le consegne erano previste per un periodo di quattro anni a partire dall'inizio del 2016. Il Seneca College e l'Università di Waterloo hanno avviato una partnership con Sunwing nel 2016 per formare un programma per cadetti che includa addestramento al volo e tutoraggio. Sunwing è entrata a far parte del programma di screening accelerato della Transportation Security Administration (TSA), TSA PreCheck, nel gennaio 2017. A quel tempo, il programma TSA PreCheck era disponibile in 180 aeroporti degli Stati Uniti e lavora con 30 compagnie aeree.
Sunwing ha preso in consegna il suo primo Boeing 737 MAX 8 il 25 maggio 2018. La compagnia ha ordinato due ulteriori esemplari nel 2021.
Nel maggio 2023 Sunwing Travel Group ha venduto Sunwing Airlines a WestJet. Quest'ultima ha annunciato che il marchio Sunwing Airlines cesserà di esistere a partire dal 27 ottobre 2024 e che le operazioni di volo saranno assorbite da WestJet.

## Flotta

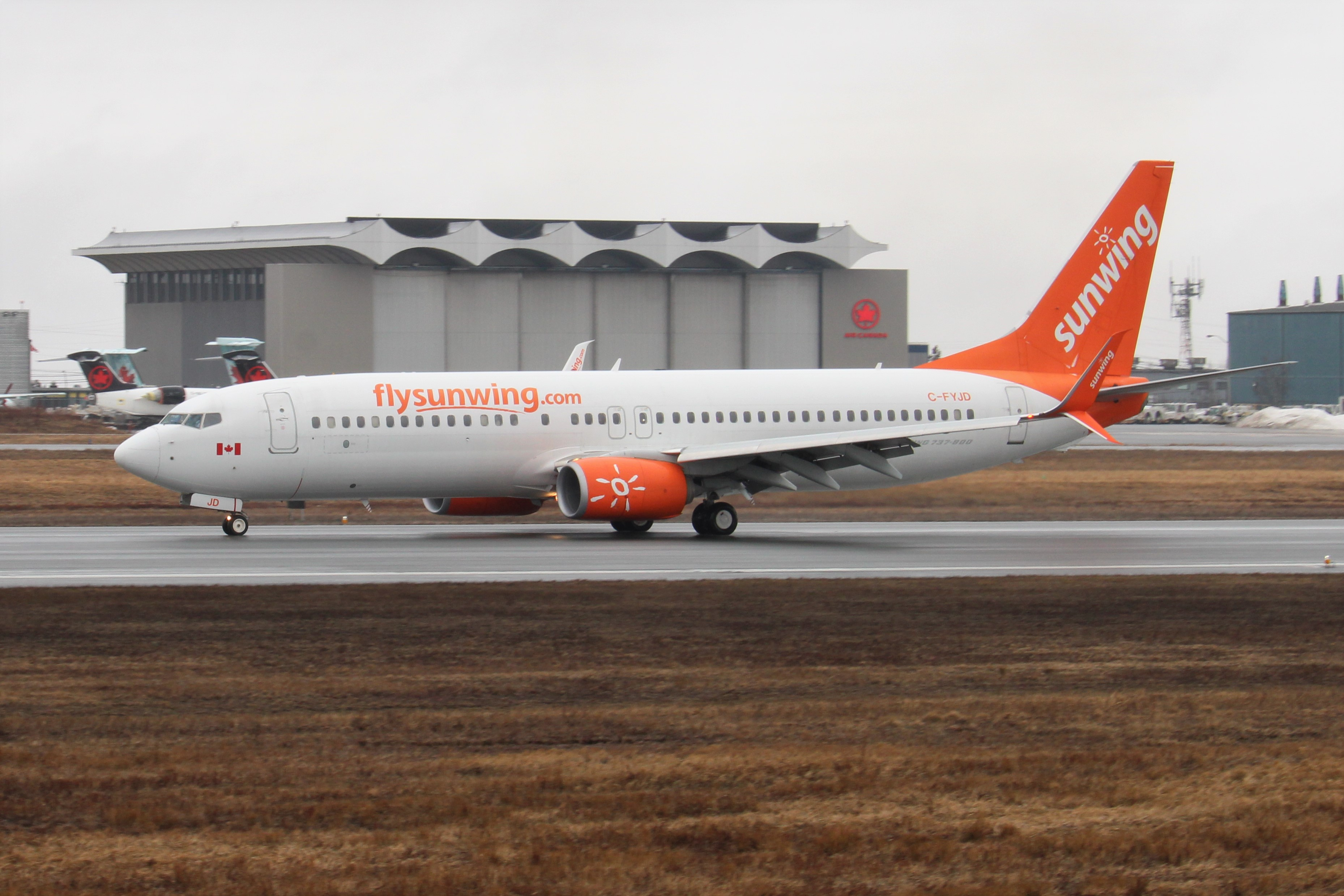
Un Boeing 737-800.

### Flotta alla chiusura
Al momento della chiusura ad ottobre 2024, la flotta di Sunwing Airlines era così composta:

### Flotta storica
Sunwing Airlines ha operato in totale con i seguenti aeromobili:

## Incidenti
- Il 25 luglio 2014, il volo 772 dall'aeroporto Internazionale Pearson di Toronto all'aeroporto Internazionale Scarlett Martínez è stato costretto a tornare a Toronto dopo che un passeggero aveva minacciato di avere con sé una bomba. L'aereo è stato scortato da un aereo della United States Air Force ed è atterrato in sicurezza. Il passeggero è stato arrestato e si dice fosse malato di mente dopo essere stato esaminato dal personale medico. Lo stesso volo è stato nuovamente ritardato dopo che un passeggero è svenuto.[10][11]
- Il 5 gennaio 2018, un Boeing 737-800 (registrazione C-FPRP) della Sunwing Airlines, in rullaggio senza passeggeri, ha colpito il volo WestJet 2425, un Boeing 737-800 (registrazione C-FDMB) mentre era parcheggiato al gate. I vigili del fuoco hanno spento un piccolo incendio sull'aereo Sunwing.[12]